# 蔡加怡
蔡加怡（英文名: Crystal Choi，1982年1月28日—），生于中国大陆上海市，籍貫廣東省揭東县，香港“玩具大王”蔡志明夫妇三女，现为女性商人身兼旭日國際副主席、旭日物業有限公司副主席、上海海錦地產有限公司副主席、廣東省揭陽市、深圳市政協委員、中國人民政治協商會議揭陽市第六屆委員會顧問、東華三院副主席、仁愛堂總理、香港社交名媛。

## 簡介
蔡加怡1982年生于上海市，籍贯广东省揭东县，是玩具大王蔡志明、李惠莉夫妇的第三个孩子，上有两个姊姊加敏、加颖，下有一个弟弟加讚。
蔡加怡在美國波士頓大學畢業，獲會計理學士學位。蔡加怡在2003年9月正式加入父親蔡志明的旭日國際，從事玩具製造業，並投資香港物業及車牌拍賣。在2006年，蔡加怡又獲得香港理工大學企業融資碩士。一般認為蔡加怡在會計及企業融資方面有豐富知識。2005年4月父親蔡志明入股康健國際（港交所：3886）另外，2006年11月蔡加怡亦為香港聯合交易所主板上市公司香港體檢（港交所：0397）的時任執行董事。 為宣傳其公司業務，蔡加怡的曝光率也不亞於其公司產品代言人佘詩曼。
2012年8月4日，蔡加怡與設計師男友陳漢驄（Jeremy）共諧連理。
2013年11月16日，與夫婿行街時被周刊拍得懷孕五個月之照片，后诞下一女。
2016年1月，蔡加怡在出席東華三院活動期間公開再度懷孕之消息 后诞下一子，儿女双全。

## 名下馬匹
蔡加怡是香港賽馬會會員，先後擁有馬匹包括火太陽、萬能駒、霸王小子、巨無霸、暴風小子。另外，她的姊姊蔡加敏亦擁有名下馬匹靚太陽、靚到爆、靚爆。

## 外部連結
- 執行董事兼主席 蔡加怡，上市公司康健國際年報，第13頁

- 揭阳市政协五届一次会议明年1月6日召开[]

- 中國人民政治協商會議揭陽市第五屆委員會委員名單 （页面存档备份，存于）

- 仁愛堂歷屆總理聯誼會 （页面存档备份，存于）